# Musée archéologique national de Spolète
Pour les articles homonymes, voir Musée archéologique national.
Le Musée archéologique national de Spolète (en italien, Museo archeologico nazionale di Spoleto ou encore Complesso monumentale di Sant'Agata) est un musée d' Ombrie situé à Spolète dans le Complesso monumentale di Sant'Agata.
Il est situé à l'intérieur de la zone archéologique de  Spolète entre via di Sant'Agata et via delle Terme dans le  complesso monumentale di Sant'Agata. Les locaux de l'ancien monastero di Sant'Agata accueillent depuis 1985 des collections composées de pièces archéologiques.
Le musée qui dépend de la Soprintendenza per i Beni Archeologici dell'Umbria est organisé sur quatre niveaux : rez de chaussée, premier, second et troisième étage. Le parcours de l'exposition concerne deux étages, le premier et le troisième et se termine par la visite du théâtre romain. 
La collection comprend des éléments datant de la période allant de IVe millénaire av. J.-C. au IVe siècle.
En 2015, le musée a été visité par 21 218 personnes 

## Description

### Premier étage
Le premier étage est composé de cinq salles. Les pièces archéologiques proviennent des fouilles de la grotte de Pian delle Rotte, située près de Campello sul Clitunno, et dans la zone de la Rocca Albornoziana. Bustes, inscriptions, vases, bronzetti votifs, trousseaux funéraires témoignent des installations sur le col Sant'Elia. La présence humaine à la fin du IIe millénaire av. J.-C. est confirmée par des pièces archéologique trouvées lors des fouilles de 1982, 2008 e 2011 à Piazza d'Armi qui ont révélé la présence d'une nécropole avec des tombes d'enfants avec des étranges trousseaux composés d'armes, généralement réservés aux guerriers adultes. Les trousseaux sont exposés depuis septembre 2013 dans le cadre de l'exposition : I piccoli principi di Spoleto. Sepolture infantili dalla necropoli di Piazza d'Armi ; Gli scettri del re. Insegne di potere nella Spoleto preromana.La découverte la plus récente date de 2015. Il s'agit d'une fibule de 4 cm ornée d'une sphinx ailée à deux têtes anthropomorphe retrouvée dans la tombe d'une enfant -prêtresse.
L'histoire de la cité se poursuit jusqu'à la phase de la colonie romaine, fondée en 241 av. J.-C. : inscriptions, ex-voto, terracotta, 
deux stèles en pierre calcaire remontant au IIIe siècle av. J.-C. (lex luci spoletina) premier exemple de norme forestière écrite en latin archaïque tûtelant le bois sacré dédié à Jupiter. La période municipale, 90 av. J.-C. avec les  fragments de statues, décorations et mosaïques.
Au second étage se trouve la salle des expositions temporaires.

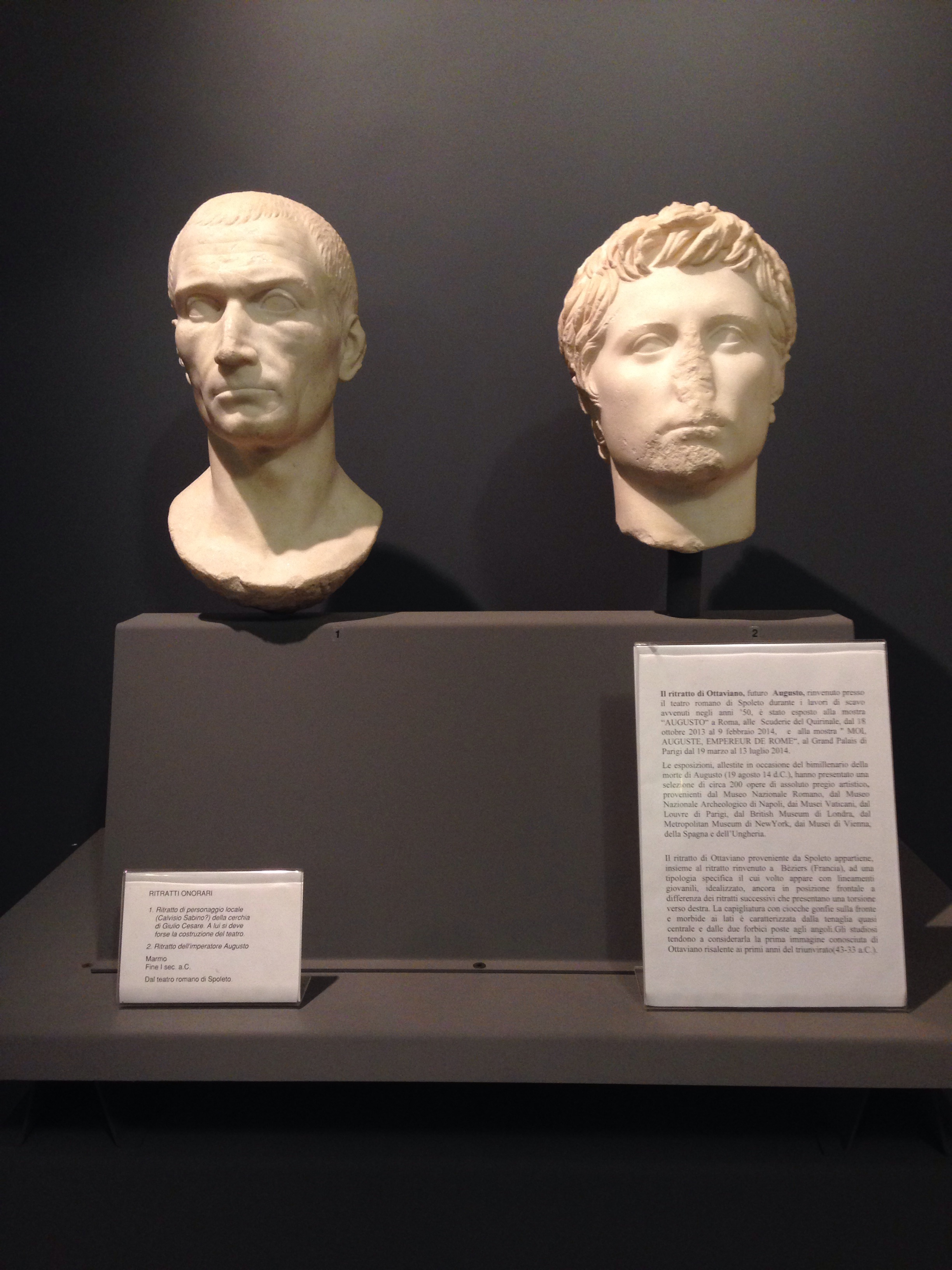
Buste d'Auguste et d'un personnage local
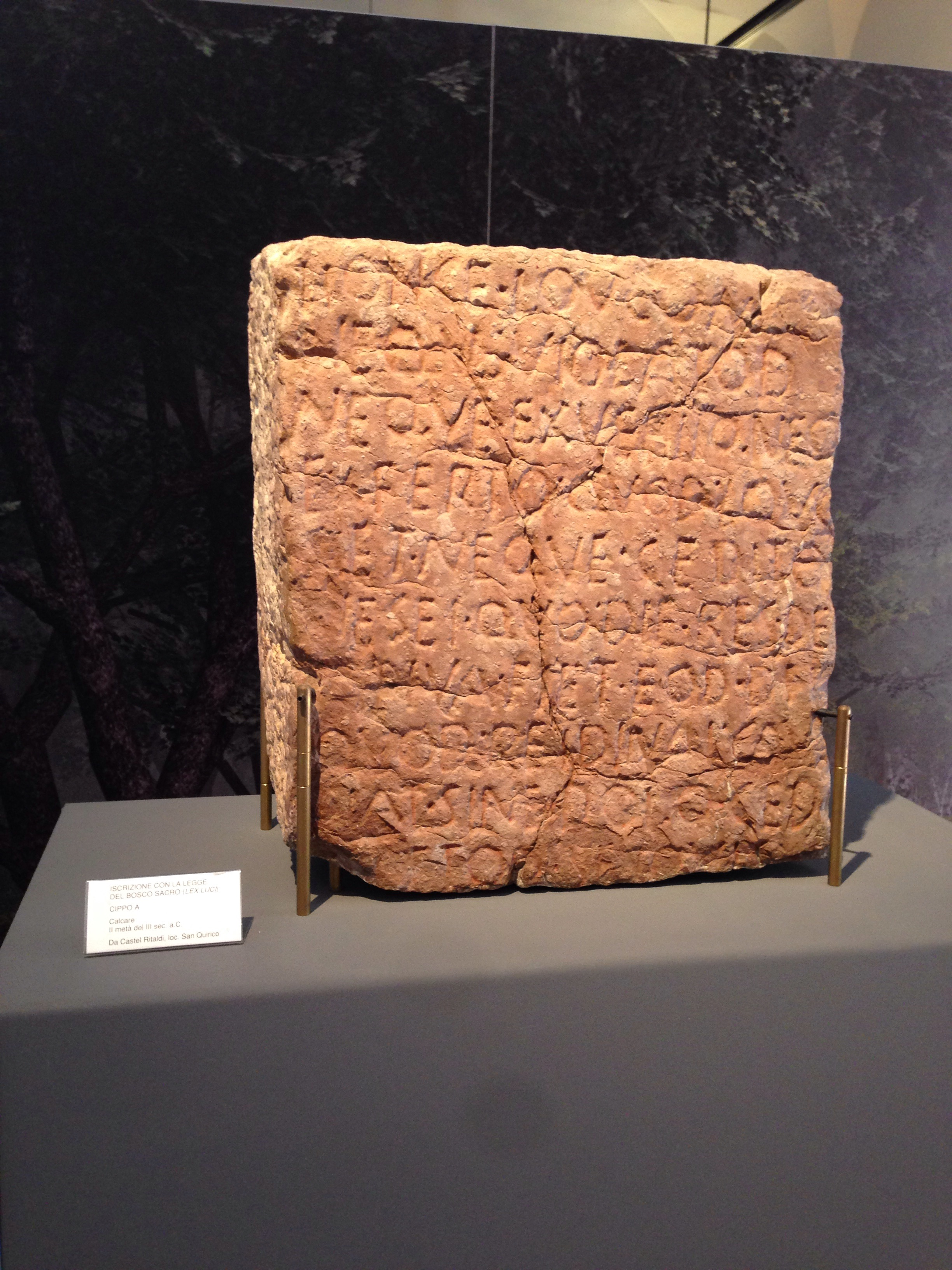
Lex spoletina, pièce archéologique retrouvée à San Quirico
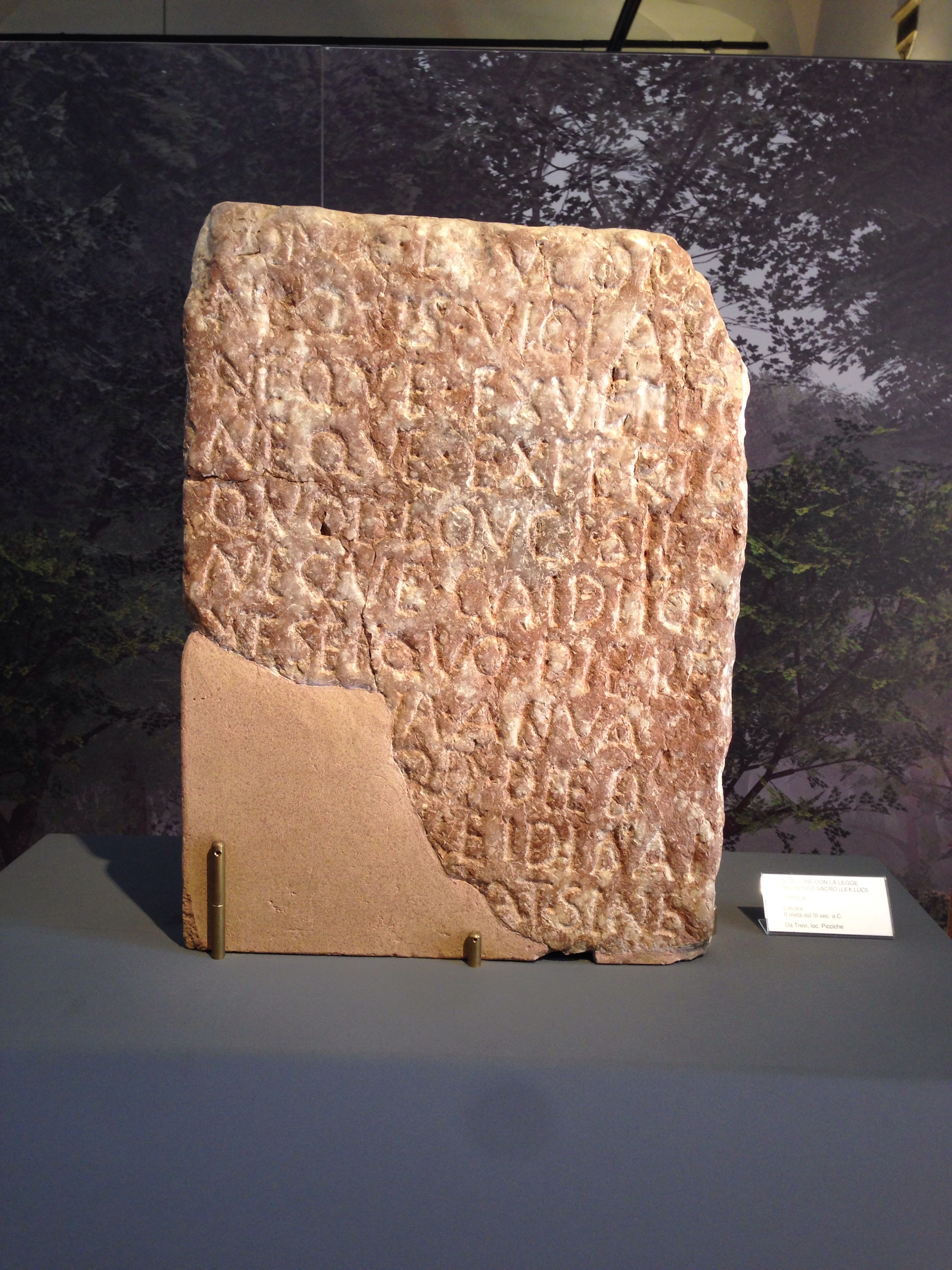
Lex spoletina,  pièce archéologique retrouvée à Picciche

### Troisième étage
Le troisième étage comporte la « salle conférence » et deux salles d'exposition. Ces salles conservent des pièces archéologiques provenant de la Valnerina. Des urnes cinéraires provenant de la nécropole  de Monteleone di Spoleto et de Montefranco, trousseaux funéraires de la nécropole grecque et romaine de Norcia. Des pièces provenant de la donation Canzio Sapori, issus de la Grotte de Castel San Felice datant du VIIe siècle av. J.-C., des urnes cinéraires  de la frazione Ponte (Cerreto di Spoleto), des trousseaux de  Colfiorito, objets metalliques du Colle del Capitano de Monteleone di Spoleto, bronzetti et os travaillés d'Abeto de Preci. En 2003 la salle est nommée Sala Canzio Sapori. 
Dans la partie consacrée au théâtre romain sont exposées des sculptures trouvées lors des fouilles des années 1950, des bustes du Ier au IIIe siècle dont un de Auguste  et un autre de Jules César. Una statue de Aura transformée à l'époque romaine en Vénus, l'original étant estimé comme une pièce grecque  du Ve siècle av. J.-C.

## Théâtre romain
Le théâtre est partie intégrante du musée. À l'époque médiévale il a été partiellement démoli. Les matériaux  de la scène ont été re-employés pour la construction du     
palazzo Corvi et de l'église Sant'Agata.  
Les fouilles entamées en 1933, poursuivies en 1938 et en 1954 ont permis la restauration de l'ensemble en particulier les gradins, le déambulatoire l'orchestra et le pulpitum. Chaque année, pendant le Festival dei due mondi, il est utilisé surtout pour les spectacles de danse.

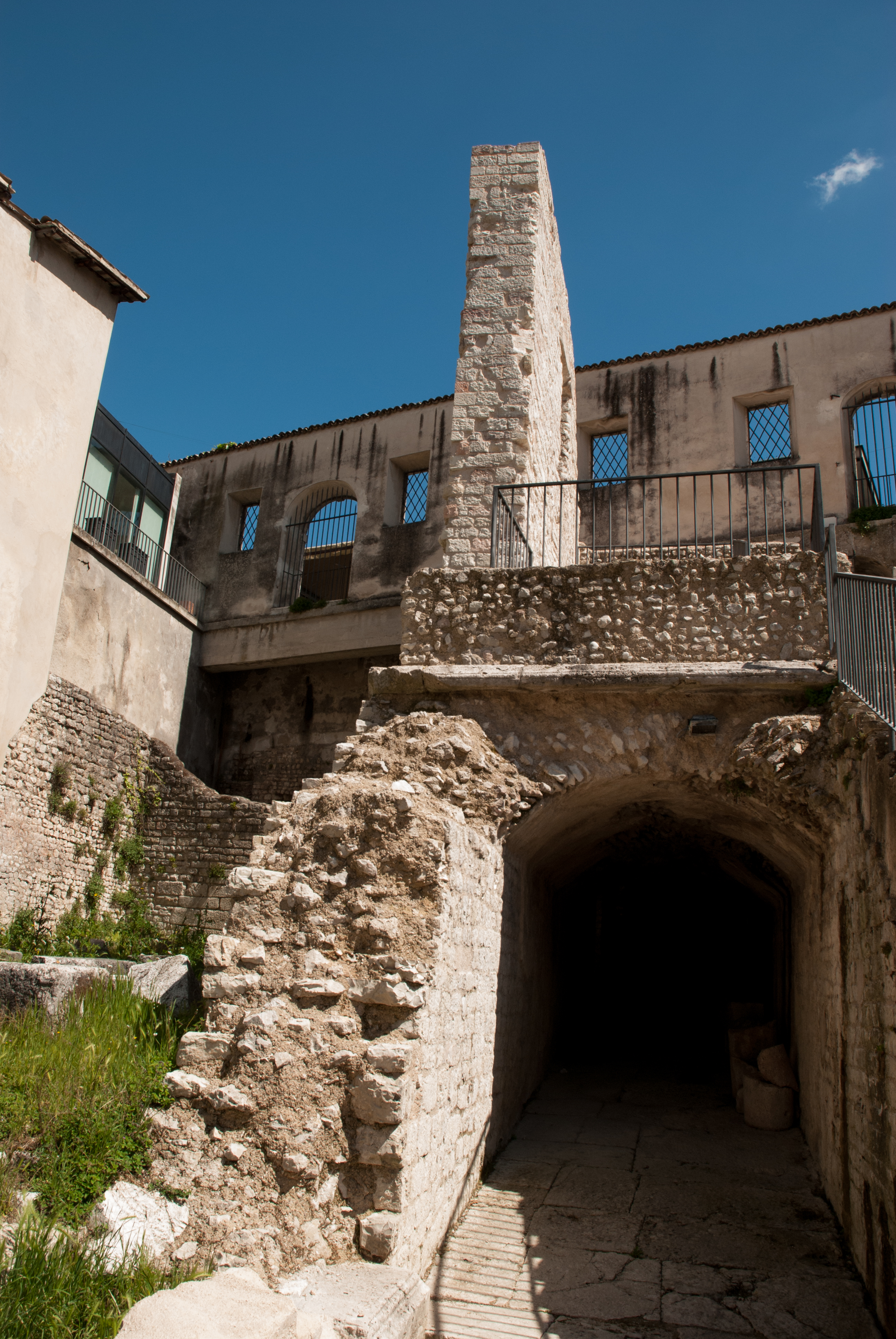
Théâtre romain. En haut les écuries démolies du palais Ancajani.
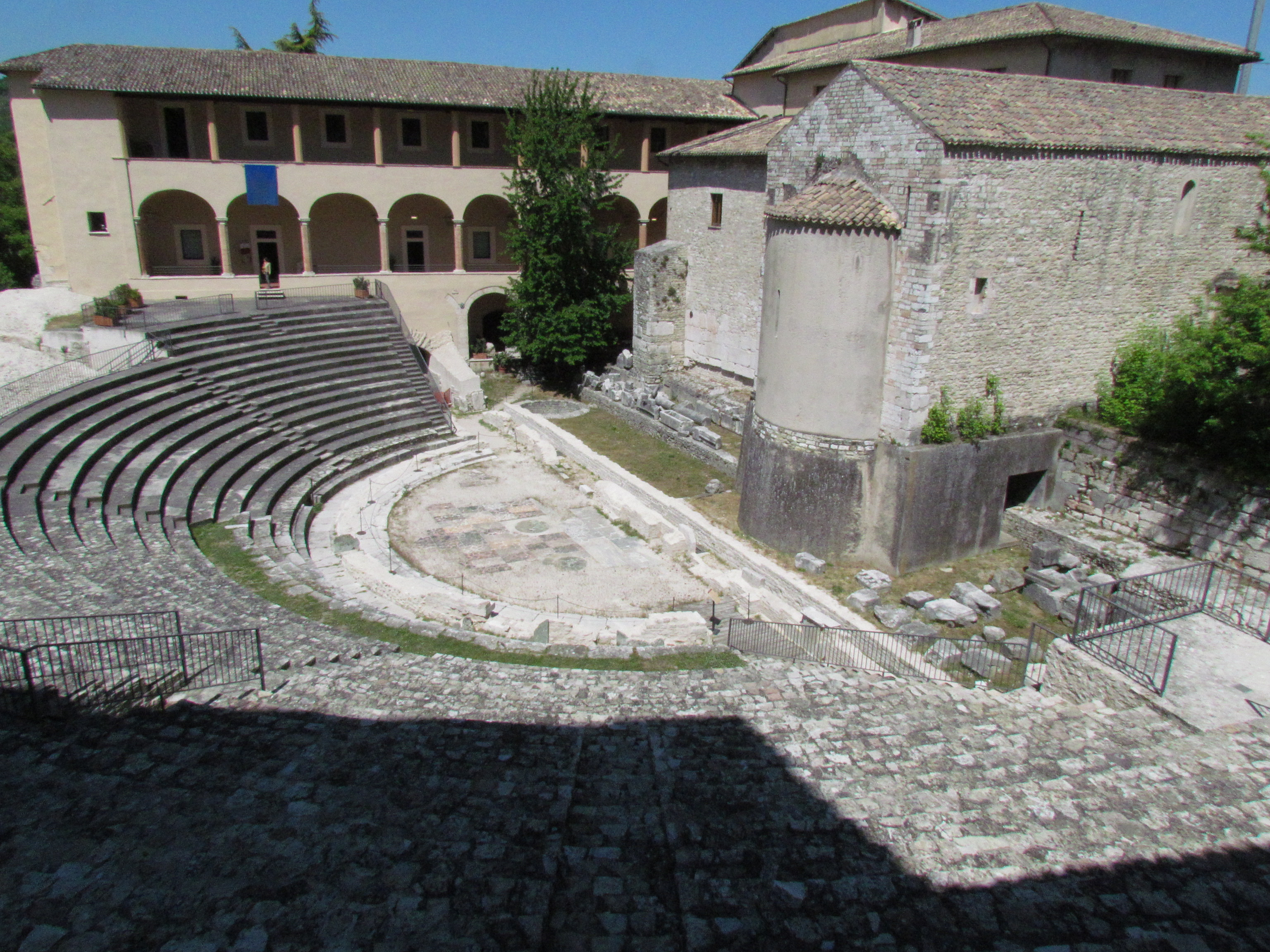
Théâtre romain. Sur la droite l'arrière et l'abside de l'église Sant'Agata. Sur le fond le cloître à neuf arcades.